# El condensador de fluzo
El condensador de fluzo es un programa de televisión española emitido por la cadena pública La 2 de TVE, presentado por el periodista y escritor Juan Gómez-Jurado (2021) en su primera temporada, por la cómica y escritora Raquel Martos desde la segunda hasta la cuarta temporada (2022 a 2024) y por la artista y presentadora Maya Pixelskaya (Maya García) en la quinta temporada (2025). Se estrenó el 7 de enero de 2021.

## Formato
Se trata de un programa de corte divulgativo en clave de humor, en el que se realiza un repaso a la Historia universal desde una perspectiva poco habitual, analizando detalles de la vida cotidiana de distintas etapas históricas y culturas, con elementos críticos y un registro coloquial. Cada programa gira en torno a un concepto o fenómeno histórico, en el que se profundiza desde diferentes perspectivas a lo largo de diferentes secciones breves.

## Título
El título del programa hace referencia a la incorrecta traducción al castellano que en 1985 se hizo de la expresión Flux Capacitor (Condensador de flujo), un objeto ficticio que permite los viajes en el tiempo en la película de Robert Zemeckis Regreso al futuro.

## Equipo
El programa cuenta con un equipo de asesoramiento y coordinación de contenidos que desde la primera hasta la cuarta temporada estuvo compuesto por los miembros del colectivo de divulgación histórica Ad Absurdum; en la quinta temporada se incorporaron los historiadores Rocío Martínez López, Francesco Caprioli, Alba Nueda y Guillermo Pérez Romero. Han participado guionistas como Pepón Fuentes, Pepe Cabrera, Carlos Langa, Laura Márquez, Lalo Tenorio y Mar Abad. Durante la primera temporada fue presentado por Juan Gómez-Jurado; en la segunda, tercera y cuarta temporadas, por Raquel Martos; en la quinta temporada, por Maya Pixelskaya. 
Cuenta con colaboradores especialistas, historiadores, historiadores del arte, arqueólogos y divulgadores, entre los que se encuentran Ignacio Martín Lerma, Margarita Sánchez-Romero, Carmen Guillén, Javier Traité, María Jesús Cava, Laia San José, Néstor F. Marqués, Miguel Ángel Cajigal, y Sara Rubayo. En la segunda temporada contó con la participación de la historiadora María José Rubio y el arquitecto Pedro Torrijos. En la tercera temporada, realizaron colaboraciones los historiadores David Alegre Lorenz y David Hernández de la Fuente. En la cuarta temporada, se incorporaron el historiador Mikel Herrán y el egiptólogo José Manuel Galán.En la quinta temporada se incorporaron la historiadora del arte y creadora digital Sandra Moruiz, la historiadora Ale Hernández, el doctor en historia japonesa Jonathan López-Vera y la historiadora del arte y filósofa Isabel Mellén.
Cuenta también con la colaboración de los cómicos Javier Cansado y Miguel Iríbar. En la segunda temporada se incorporó el humorista Goyo Jiménez en sustitución de Javier Cansado, con una sección propia. En la quinta temporada se incorporaron el guionista y humorista Gálder Varas y el dúo formado por Tomàs Fuentes e Ignasi Taltavull, conocidos como "La Ruina". También cuenta con segmentos de animación, obra del ilustrador Ismael Cañadilla.

### Presentadores
| Temporada         | 1    | 2    | 3    | 4    | 5    |
| Año               | 2021 | 2022 | 2023 | 2024 | 2025 |
| ----------------- | ---- | ---- | ---- | ---- | ---- |
| Juan Gómez-Jurado |      |      |      |      |      |
| Raquel Martos     |      |      |      |      |      |
| Maya Pixelskaya   |      |      |      |      |      |

## Lista de programas

### 1.ª temporada (2021)
| Fecha                   | N.º (serie)             | N.º (temp.)             | Título                                                            | Nº de espectadores | Share |
| ----------------------- | ----------------------- | ----------------------- | ----------------------------------------------------------------- | ------------------ | ----- |
| 07/01/2021              | 1                       | 1                       | ¡No me lo creo! o Las primeras veces                              | 575 000            | 3,2%  |
| 14/01/2021              | 2                       | 2                       | ¡Qué alguien llame a la policía! o Grandes crímenes               | 411 000            | 2,3%  |
| 21/01/2021              | 3                       | 3                       | ¿Nos hacemos un risk? o Las principales conquistas                | 396 000            | 2,2%  |
| 28/01/2021              | 4                       | 4                       | ¡Oigo voces! o Las locuras en la Historia                         | 434 000            | 2,4%  |
| 04/02/2021              | 5                       | 5                       | ¡Adelante! o Aquellas revoluciones                                | 406 000            | 2,2%  |
| 11/02/2021              | 6                       | 6                       | ¡Mariposas en el estómago! o Grandes historias de amor            | 491 000            | 2,6%  |
| 18/02/2021              | 7                       | 7                       | Seven o Los pecados capitales                                     | 370 000            | 2,0%  |
| 25/02/2021              | 8                       | 8                       | ¡Tierra a la vista! o Descubrimientos alucinantes                 | 433 000            | 2,4%  |
| 04/03/2021              | 9                       | 9                       | ¡Volando voy, volando vengo! o La movilidad en el ser humano      | 418 000            | 2,3%  |
| 11/03/2021              | 10                      | 10                      | ¡Más de la mitad del mundo! o El papel de la mujer en la historia | 498 000            | 2,8%  |
| 18/03/2021              | 11                      | 11                      | Sociedades al borde de un ataque de nervios o Grandes desastres   | 607 000            | 3,4%  |
| 25/03/2021              | 12                      | 12                      | ¡No tienes corazón! o Los villanos en la historia                 | 489 000            | 2,7%  |
| 01/04/2021              | 13                      | 13                      | ¡Se acabó! o Las últimas veces                                    | 627 000            | 3,9%  |
| Media de la temporada 1 | Media de la temporada 1 | Media de la temporada 1 |                                                                   | 473 000            | 2,6%  |

### 2.ª temporada (2022)
| Fecha                   | N.º (serie)             | N.º (temp.)             | Título                                                     | Nº de espectadores | Share |
| ----------------------- | ----------------------- | ----------------------- | ---------------------------------------------------------- | ------------------ | ----- |
| 13/01/2022              | 14                      | 1                       | ¡Al ataque! o Grandes batallas                             | 478 000            | 3,0%  |
| 20/01/2022              | 15                      | 2                       | Et tu, Brute? o Las peores traiciones                      | 409 000            | 2,5%  |
| 27/01/2022              | 16                      | 3                       | "¿He sido yo?" o Las chapuzas más increíbles               | 492 000            | 3,1%  |
| 03/02/2022              | 17                      | 4                       | Money, money, money o El dinero a través de la historia    | 436 000            | 2,6%  |
| 10/02/2022              | 18                      | 5                       | Agua dulce, agua salada o La relevancia histórica del mar  | 413 000            | 2,6%  |
| 24/02/2022              | 19                      | 6                       | Perdonen que no me levante o La muerte                     | 429 000            | 2,6%  |
| 03/03/2022              | 20                      | 7                       | A dos metros de distancia o Grandes pandemias              | 460 000            | 2,8%  |
| 10/03/2022              | 21                      | 8                       | Está vivo o Los grandes genios de la historia              | 424 000            | 2,7%  |
| 17/03/2022              | 22                      | 9                       | Luke, yo soy tu padre o Los padres icónicos de la historia | 482 000            | 3,1%  |
| 24/03/2022              | 23                      | 10                      | Qué nos pille confesados o La religión                     | 578 000            | 3,8%  |
| 31/03/2022              | 24                      | 11                      | Como lágrimas en la lluvia o Civilizaciones perdidas       | 541 000            | 3,6%  |
| 07/04/2022              | 25                      | 12                      | Manos a la obra o Construcciones históricas                | 477 000            | 3,1%  |
| Media de la temporada 2 | Media de la temporada 2 | Media de la temporada 2 |                                                            | 468 000            | 3,0%  |

### 3.ª temporada (2023)
| Fecha                   | N.º (serie)             | N.º (temp.)             | Título                                                                      | Nº de espectadores | Share |
| ----------------------- | ----------------------- | ----------------------- | --------------------------------------------------------------------------- | ------------------ | ----- |
| 12/01/2023              | 26                      | 1                       | Top Secret o El espionaje en la historia                                    | 342 000            | 2,3%  |
| 19/01/2023              | 27                      | 2                       | Bon appétit o Los alimentos a lo largo de la historia                       | 441 000            | 2,9%  |
| 26/01/2023              | 28                      | 3                       | ¡Fuego a discreción! o Grandes batallas II                                  | 365 000            | 2,2%  |
| 02/02/2023              | 29                      | 4                       | Perdiendo el norte o La evolución de los mapas                              | 422 000            | 2,9%  |
| 09/02/2023              | 30                      | 5                       | Seré breve o El discurso en la historia                                     | 350 000            | 2,4%  |
| 16/02/2023              | 31                      | 6                       | ¡Qué fantástica, fantástica esta fiesta! o Las celebraciones en la historia | 416 000            | 2,9%  |
| 23/02/2023              | 32                      | 7                       | Vendiendo la moto o La propaganda en la historia                            | 409 000            | 2,8%  |
| 02/03/2023              | 33                      | 8                       | Espejito, espejito o La belleza en la historia                              | 362 000            | 2,2%  |
| 09/03/2023              | 34                      | 9                       | ¡Yo me lavo las manos! o La sanidad en la historia                          | 437 000            | 3,0%  |
| 16/03/2023              | 35                      | 10                      | Este es el comienzo de una hermosa amistad o La diplomacia en la historia   | 415 000            | 2,8%  |
| 23/03/2023              | 36                      | 11                      | Más claro que el agua o La importancia de los ríos                          | 455 000            | 3,1%  |
| 30/03/2023              | 37                      | 12                      | ¡Vaya fauna! o Nuestra relación con los animales                            | 315 000            | 2,2%  |
| Media de la temporada 3 | Media de la temporada 3 | Media de la temporada 3 |                                                                             | 394 000            | 2,6%  |

### 4.ª temporada (2024)
| Fecha                   | N.º (serie)             | N.º (temp.)             | Título                                                     | Nº de espectadores | Share |
| ----------------------- | ----------------------- | ----------------------- | ---------------------------------------------------------- | ------------------ | ----- |
| 11/01/2024              | 38                      | 1                       | Después de la tormenta o Grandes batallas III              | 292 000            | 2,1%  |
| 18/01/2024              | 39                      | 2                       | ¡Eureka! o La ciencia en la historia                       | 309 000            | 2,0%  |
| 25/01/2024              | 40                      | 3                       | Manos a la obra o El trabajo en la historia                | 293 000            | 2,2%  |
| 01/02/2024              | 41                      | 4                       | Cosas de casa o Las familias poderosas en la historia      | 397 000            | 2,9%  |
| 08/02/2024              | 42                      | 5                       | Ríos de tinta o La escritura en la historia                | 398 000            | 2,9%  |
| 15/02/2024              | 43                      | 6                       | Vísteme despacio o La moda a lo largo de la historia       | 336 000            | 2,5%  |
| 22/02/2024              | 44                      | 7                       | Ha nacido una estrella o La astronomía en la historia      | 380 000            | 2,7%  |
| 29/02/2024              | 45                      | 8                       | Todo esto era campo o El urbanismo en la historia          | 415 000            | 2,8%  |
| 07/03/2024              | 46                      | 9                       | La, la, la o La música en la historia                      | 286 000            | 2,1%  |
| 14/03/2024              | 47                      | 10                      | Lo que el viento se llevó o Las migraciones en la historia | 325 000            | 2,5%  |
| 21/03/2024              | 48                      | 11                      | I Want to Break Free o El colectivo LGTBIQ+ en la historia | 313 000            | 2,4%  |
| 04/04/2024              | 49                      | 12                      | Carros de fuego o Los Juegos Olímpicos en la historia      | 334 000            | 2,6%  |
| Media de la temporada 4 | Media de la temporada 4 | Media de la temporada 4 |                                                            | 340 000            | 2,5%  |

### 5.ª temporada (2025)
| Fecha                   | N.º (serie)             | N.º (temp.)             | Título                                                                                 | Nº de espectadores | Share |
| ----------------------- | ----------------------- | ----------------------- | -------------------------------------------------------------------------------------- | ------------------ | ----- |
| 16/01/2025              | 50                      | 1                       | ¿En tu casa o en la mía? o La influencia del sexo en la historia                       | 429 000            | 3,2%  |
| 23/01/2025              | 51                      | 2                       | La verdad está ahí fuera o Casos paranormales en la historia                           | 268 000            | 2,0%  |
| 30/01/2025              | 52                      | 3                       | Cuando seas padre comerás huevos o La infancia en la historia                          | 323 000            | 2,4%  |
| 06/02/2025              | 53                      | 4                       | No eres tú, soy yo o Grandes farsantes en la historia                                  | 387 000            | 2,9%  |
| 15/02/2025              | 54                      | 5                       | ¡Me lo quitan de las manos! o La influencia del comercio en la historia                | 228 000            | 2,4%  |
| 22/02/2025              | 55                      | 6                       | ¿Pero usted quién es? o Los grandes segundones de la historia                          | 329 000            | 3,3%  |
| 08/03/2025              | 56                      | 7                       | ¡Apiticandemor! o El humor en la historia                                              | 204 000            | 1,8%  |
| 15/03/2025              | 57                      | 8                       | Compro oro o Los mayores tesoros en la historia                                        | 261.000            | 2,5%  |
| 29/03/2025              | 58                      | 9                       | ¿Es el enemigo? o El desarrollo de las comunicaciones en la historia                   | 245.000            | 2,3%  |
| 05/04/2025              | 59                      | 10                      | ¿A qué dedica el tiempo libre? o La evolución del ocio en la historia                  | 179.000            | 1,8%  |
| 12/04/2025              | 60                      | 11                      | Pelillos a la mar o La paz en la historia                                              | 177.000            | 1,8%  |
| 19/04/2025              | 61                      | 12                      | Cuando llega el calor los chicos se enamoran o La importancia del clima en la historia | 164.000            | 1,8%  |
| Media de la temporada 5 | Media de la temporada 5 | Media de la temporada 5 |                                                                                        | 266.167            | 2,35% |

A partir del programa 5 pasó a emitirse el sábado a las 23:00 y el programa 7 se emitió a las 21:00.